# Індекс живої планети

Глобальний індекс живої планети (ІЖП, англ. Living Planet Index) відбиває стан світової біорізноманітності і розраховується на основі зібраних даних про популяції хребетних видів і усереднену динаміку їх чисельності. Подібно до того, як фондові індекси відбивають стан глобальної економіки, ІЖП є важливим показником екологічного стану планети. Узагальнені результати публікуються у Living Planet Report. Першу доповідь було опубліковано в 1998 р., наступні у 1999, 2000, 2002, 2004, 2006, 2008, 2010, 2012, 2014 і 2016 рр.
Глобальний ІЖП оснований на наукових даних про стан 14 152 популяцій 3 706 видів хребетних тварин (ссавців, птахів, плазунів, земноводних і риб), що мешкають у всьому світі. Динаміка глобального ІЖП з 1970 по 2012 рік вказує на 58%-ве зниження середньої чисельності хребетних. За період, дещо понад 40 років, чисельність популяцій хребетних видів знизилася більш ніж удвічі. Згідно з наявними даними, середні темпи зниження складають близько 2% на рік, причому ознаки уповільнення цього процесу доки відсутні.

## Моніторинг стану видів
База даних ІЖП постійно розвивається, і в основі кожного наступного випуску доповіді «Жива планета» лежить більший масив даних. З моменту публікації попереднього випуску доповіді «Жива планета» (2014 р.) до бази даних ІЖП було додано 668 видів і 3 772 популяції. Нині база даних обмежена хребетними видами, але ведеться робота над методиками, які дозволять включити в неї види безхребетних тварин і рослин.

## Детальніше про загрози

### Втрата і деградація місць перебування
Міра ризику для конкретної популяції залежить від її місця мешкання, стійкості до несприятливих дій і характеру загроз. Інформація про загрози є приблизно для однієї третини популяцій, включених до ІЖП (3 776 популяцій), причому чисельність більш ніж половини цих популяцій (1 981) знижується. Найбільш поширеною загрозою для популяцій, що скорочуються, є втрата і деградація місць життя.

### Надмірна експлуатація видів
Надмірна експлуатація видів може бути як прямою, так і непрямою. Форми прямої надмірної експлуатації включають нестійкий промисел, здобич або браконьєрство, як для продажу, так і для власного споживання. Непряма надмірна експлуатація відбувається у разі неумисного знищення особин непромислових видів, наприклад, прилову в рибальстві.

### Забруднення
Забруднення може впливати на види безпосередньо, роблячи місце існування несприятливим для їх життя (наприклад, у разі розливу нафти). Воно також здатне впливати непрямим чином, наприклад, викликаючи зниження чисельності кормових видів або репродуктивної активності та призводячи таким чином до зниження чисельності виду.

### Інтродуковані видиі хвороби
Сторонні види можуть конкурувати з місцевими за території або акваторії, харчові або інші ресурси. Вони можуть бути хижаками для місцевих видів або сприяти поширенню захворювань, що раніше не зустрічалися у цій місцевості. Люди також здатні переносити збудників захворювань з одного регіону планети в інший.

### Зміна клімату
У міру зміни температур деякі види будуть вимушені адаптуватися, переміщаючись в райони зі сприятливішими умовами. Дія зміни клімату на види часто буває непрямою. Так, зміни температурного режиму можуть призводити до «неправдивих сигналів» для важливих подій в життєвому циклі виду, наприклад, міграції або розмноження. В результаті ці події можуть відбуватися в несприятливий час, наприклад, період розмноження може не збігатись із часом найкращої доступності їжі у цьому місці життя.

## Доля різних типів загроз

### Наземні види
Всього 1 281 загроза. База даних ІЖП містить інформацію про загрози для 33% популяцій наземних видів, що скорочуються (n = 703). Найбільш поширеною загрозою для наземних популяцій є втрата і деградація місць перебування, за якою настає надмірна експлуатація.

### Прісноводні види
Всього 781 загроза. База даних ІЖП містить інформацію про загрози для 31% популяцій прісноводих видів, що скорочуються (n = 449). Виходячи з цієї інформації, найбільш поширеною загрозою для цих видів є втрата і деградація місць життя, що трапляється в 48% проаналізованих випадків.

### Морські види
Всього 1 155 загроз. Дані про загрози є для 29% популяцій морських видів, що скорочуються (n = 829). Згідно з цими даними, найбільш поширеною загрозою для морських видів є надмірна експлуатація, за якою йде втрата і деградація місць життя.